# Ариас, Иманоль
Имано́ль А́риас (исп. Imanol Arias, полное имя Мануэль Мария Ариас Домингес (Manuel María Arias Domínguez); род. 26 апреля 1956, Рианьо) — испанский актёр и телеведущий.
Иманоль Ариас начинал актёром в гастролировавшей по Стране Басков передвижной театральной группе, дебютировал на телевидении в 1976 году. Первой работой в кино стала роль в фильме 1981 года «Сесилия» Умберто Соласа . В 1987 году актёр был награждён призом Сан-Себастьянского кинофестиваля за роль Элеутерио Санчеса в «Луте: Он передвигается или взрывается». Начиная с 1976 года Ариас снялся в более чем 70 кинофильмах и телевизионных программах. В настоящее время снимается в одном из популярных испанских телесериалов. Иманоль Ариас — посол доброй воли ЮНИСЕФ.

## Фильмография
- La corea (1976)
- Elisita (1980)
- Сесилия / Cecilia (1981)
- Лабиринт страстей / Laberinto de pasiones (1982)
- Демоны в саду / Demonios en el Jardín
- La colmena, (1982)
- Bearn o la sala de las muñecas (1983)
- Камила / Camila (1984).
- Вечный огонь / Fuego Eterno (1984)
- Смерть Микеля / La Muerte de Mikel (1984)
- Лулу ночью / Lulu de Noche (1985)
- Bandera Negra (1986)
- Tiempo de silencio (1986)
- Луте: он передвигается или взрывается / El Lute: camina o revienta (1987)
- Божественные слова / Divinas palabras (1987)
- Луте 2: Завтра я буду свободным / El Lute II: mañana seré libre (1988)
- A solas contigo (1990)
- Veraz (1991)
- Женщина под дождём / Una mujer bajo la lluvia (1992)
- Двуязычный любовник / El Amante Bilingüe (1993)
- Tierno verano de lujurias y azoteas (1993)
- Самозванец / Intruso (1993)
- Sálvate si puedes (1994)
- Все вы, мужики, одинаковы / Todos los hombres sois iguales (1994)
- La leyenda de Balthasar, el castrado (1994)
- Цветок моей тайны / La flor de mi secreto (1995)
- A tres bandas (1996)
- Territorio comanche (1996)
- Илона приходит с дождём / Ilona llega con la lluvia (1996)
- Rigor mortis (1996)
- Эти зрелые женщины / En brazos de la mujer madura (1996)
- Африка / África (1996)
- Buenos Aires me mata (1997)
- Quiero morir (2000)
- В ожидании мессии / Esperando al mesías (2000)
- Голос хозяина / La voz de su amo (2000)
- Una casa con vistas al mar (2001)
- Дикари / Salvajes (2001)
- Besos de gato (2003)
- Laura (2004)
- La semana que viene (sin falta) (2006)
- Lo que tiene el otro (2007)
- Под покровом ночи / Nocturna, una aventura mágica (2007)
- Бумажные птицы / Pájaros de papel (2010)
- Моя первая свадьба / My First Wedding (2011)